# Vladimír Maděra
Vladimír Maděra (23. ledna 1905 Dobřany – 15. února 1997 Praha) byl profesor chemie a technologie vody, v letech 1956 až 1962 rektor pražské VŠCHT a vedoucí katedry technologie vody (1953–1974).

## Životopis
Vladimír Maděra se narodil jako třetí syn v rodině vrchního učitele na české škole v Dobřanech Vincence Maděry (1857–??, původcem z Jistebnice) a jeho manželky Marie, rozené Šindelářové (1875–??, původem z Prahy). Maturoval na plzeňském reálném gymnáziu. Vysokou školu chemicko-technologického inženýrství (VŠCHTI, která byla součástí ČVUT) absolvoval v roce 1926 jako žák profesora Schulze, významné osobnosti československého vodohospodářství. Souběžně studoval v letech 1925–1928 mikrobiologii na Přírodovědecké a hygienu na Lékařské fakultě Karlovy univerzity. V roce 1929 byl nehonorovaným asistentem na Ústavu hygienickém LF UK. Pro svou odbornou dráhu byl dobře vybaven znalostí cizích jazyků – vedle tehdy obvyklé němčiny a francouzštiny ovládal též angličtinu a ruštinu. Od roku 1926 byl členem Československé společnosti chemické.

### Politická angažovanost
Již v době svých studií spolupracoval s KSČ a pracoval ve studentských orgánech na Masarykově koleji. Do Komunistické strany Československa vstoupil 1. ledna 1924 ve svých 18 letech; později se stal členem pražského a dále i ústředního vedení studentské frakce strany. Dále vedl spolu s Marií Majerovou a Jindřichem Honzlem (po jeho návratu ze Sovětského svazu) v Libni komunistickou agitační skupinu Modré blůzy, která se později rozšířila i do Bubenče pod vedením Františka Němce. Předtím byl aktivní v komunistických mládežnických skupinách v Nuslích a Michli. Maděra byl zároveň členem KODAKu (Kolektiv dramatických autorů komunistů).

### Meziválečné pracovní působení
Svoji kariéru inženýra začínal v pražské kanalizační čistírně v Bubenči jako vedoucí chemické laboratoře založené v roce 1926 doktorkou Hamáčkovou. Zde vybudoval jednu z prvních mikrobiologických laboratoří pro odpadní vody v Evropě. V roce 1932 byl promován doktorem technických věd na základě své práce „Chemické a mikrobiologické studie o čistotě Vltavy“. Následně působil v pražské (magistrátní) kanalizační kanceláři (odbor 9A stavebního úřadu - čistírny odpadních vod) a později se stal jejím vedoucím. V posledních letech první republiky připravoval technologické podklady pro novou pražskou mechanicko-biologickou čistírnu odpadních vod. Za jeden z těchto jeho projektů mu byla udělena cena Masarykovy akademie práce, která mu umožnila studijní pobyt v Anglii, z něhož vytěžil studii o technologii čištění odpadních vod ve Velké Británii.

### Po druhé světové válce
Během květnového povstání sloužil jako spojka. Po válce se stal dík prvorepublikovým komunistickým aktivitám perspektivním bolševickým kádrem, v roce 1946 se stal členem ÚNV za KSČ. Přesto zůstal zaměstnancem města Prahy na pozici technického referenta (Ústřední národní výbor hl. m. Prahy), ale jen do roku 1949, kdy byl jmenován řádným profesorem pražské techniky (ČVUT) a stal se vedoucím Ústavu technologie vody, hygieny sídlišť a chemie Fakulty stavebního inženýrství při ČVUT.
V roce 1953 (rok po založení samostatné VŠCHT) přešel se svými spolupracovníky z ČVUT na VŠCHT, kde se stal prvním profesorem katedry technologie vody (tehdy dislokované do budovy v Trojanově ulici č. 13, tehdejší budově FSI ČVUT, nynější budově Fakulty jaderné a fyzikálně inženýrské ČVUT) a vedoucím nově založeného Ústavu technologie vody.
V té souvislosti získal hodnost doktora věd (DrSc.) pro tento obor. V letech 1954–1955 působil dočasně jako náměstek ministra školství, ale již hned poté se vrátil do čela své katedry (katedru vedl až do roku 1974) a v roce 1956 (v některých zdrojích se uvádí 1957) se stal rektorem VŠCHT (do roku 1962). S jeho rektorováním je spojena pravděpodobně největší komunistická čistka na VŠCHT, která proběhla v roce 1958 a která znamenala, že ze školy muselo odejít mnoho profesorů, docentů, asistentů a zaměstnanců (ať už z politických důvodů, nebo z důvodů odborných, což paradoxně dopadlo na některé členy KSČ), což škola odborně pocítila. V dubnu 1968 se pak od této akce distancoval tehdejší rektora profesor Korrita, od něhož se následně distancoval celoškolský výbor KSČ. V roce 1958 zavedl tzv. seznamovací týden pro studenty prvních ročníků.
V roce 1965 spoluzaložil International Association for Water Research and Control (IAWRC). Byl čestným členem britského Institution of Water and Environmental Management a Royal Institute of Health. Od roku 1956 byl expertem Světové zdravotnické organizace OSN. V roce 1961 získal Řád práce.
Na ustavující valné hromadě Asociace čistírenských expertů 23. března 1993 byl zvolen prvním čestným členem této organizace (později transformované v CzWA).